# Calephelis guatemala
Calephelis guatemala is een vlindersoort uit de familie van de prachtvlinders (Riodinidae), onderfamilie Riodininae.
Calephelis guatemala werd in 1971 beschreven door McAlpine.